# Tel Arad
Národní park Tel Arad (hebrejsky: גן לאומי תל ערד, Gan le'umi Tel Arad) je archeologická lokalita a národní park v Izraeli, v Jižním distriktu.

## Geografie
Leží v nadmořské výšce cca 550 metrů v severovýchodní části Negevské pouště. Park se nachází cca 8 kilometrů západně od města Arad a 5 kilometrů severovýchodně od města Kesejfa. Západně od lokality se do ploché pouštní krajiny zařezává údolí vádí Nachal Be'er Ševa.

## Popis parku
Národní park je významnou archeologickou lokalitou, soustředěnou okolo telu se zbytky starověkého osídlení z kanaánitských a izraelitských dob. Toto město se rozkládalo na ploše přes 100 dunamů (0,1 kilometru čtverečního) a bylo obehnáno hradbami o délce 1200 metrů. Zástavba byla budována podle jednotného plánu.

## Galerie

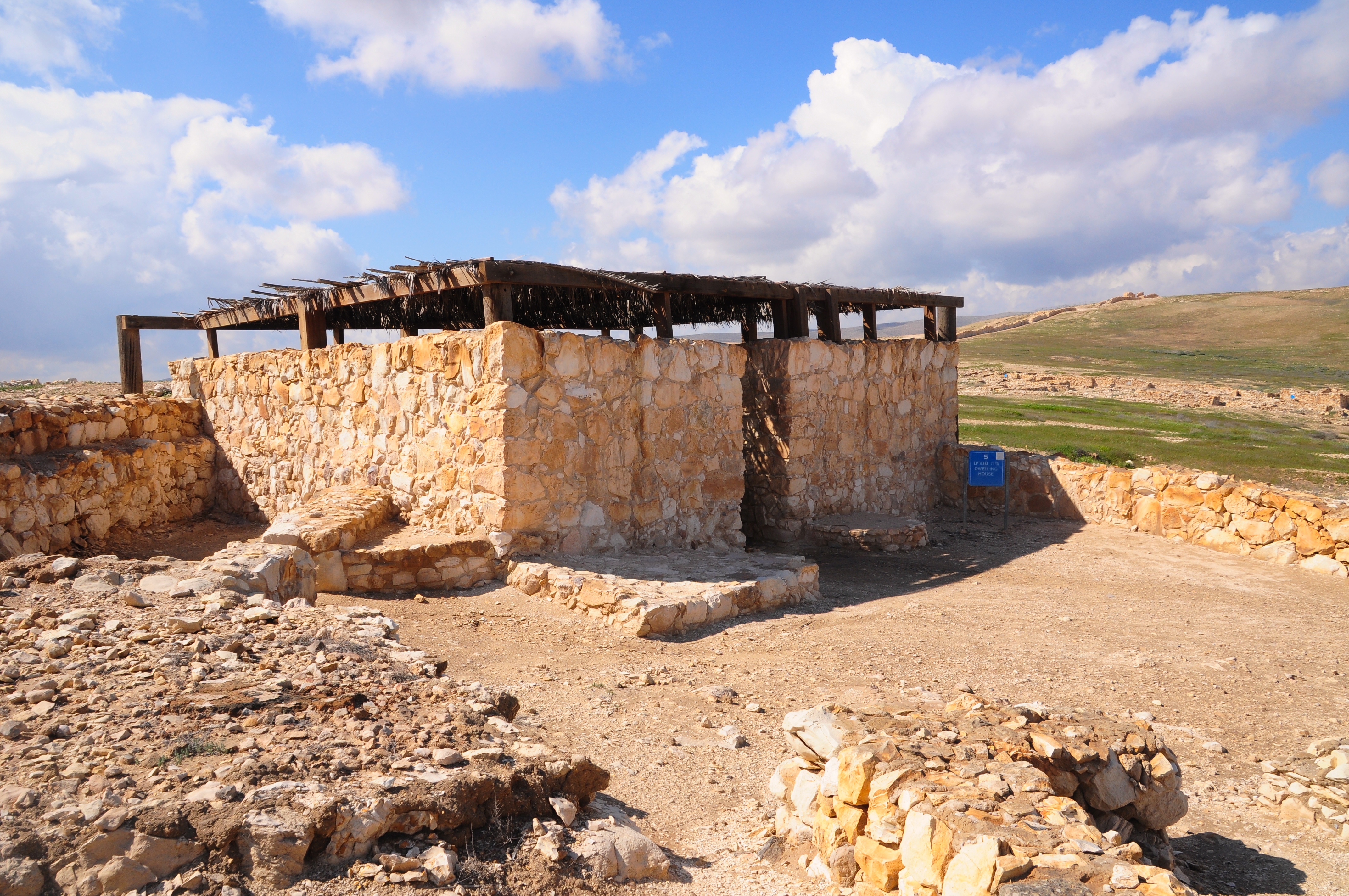
Kenánský obytný dům
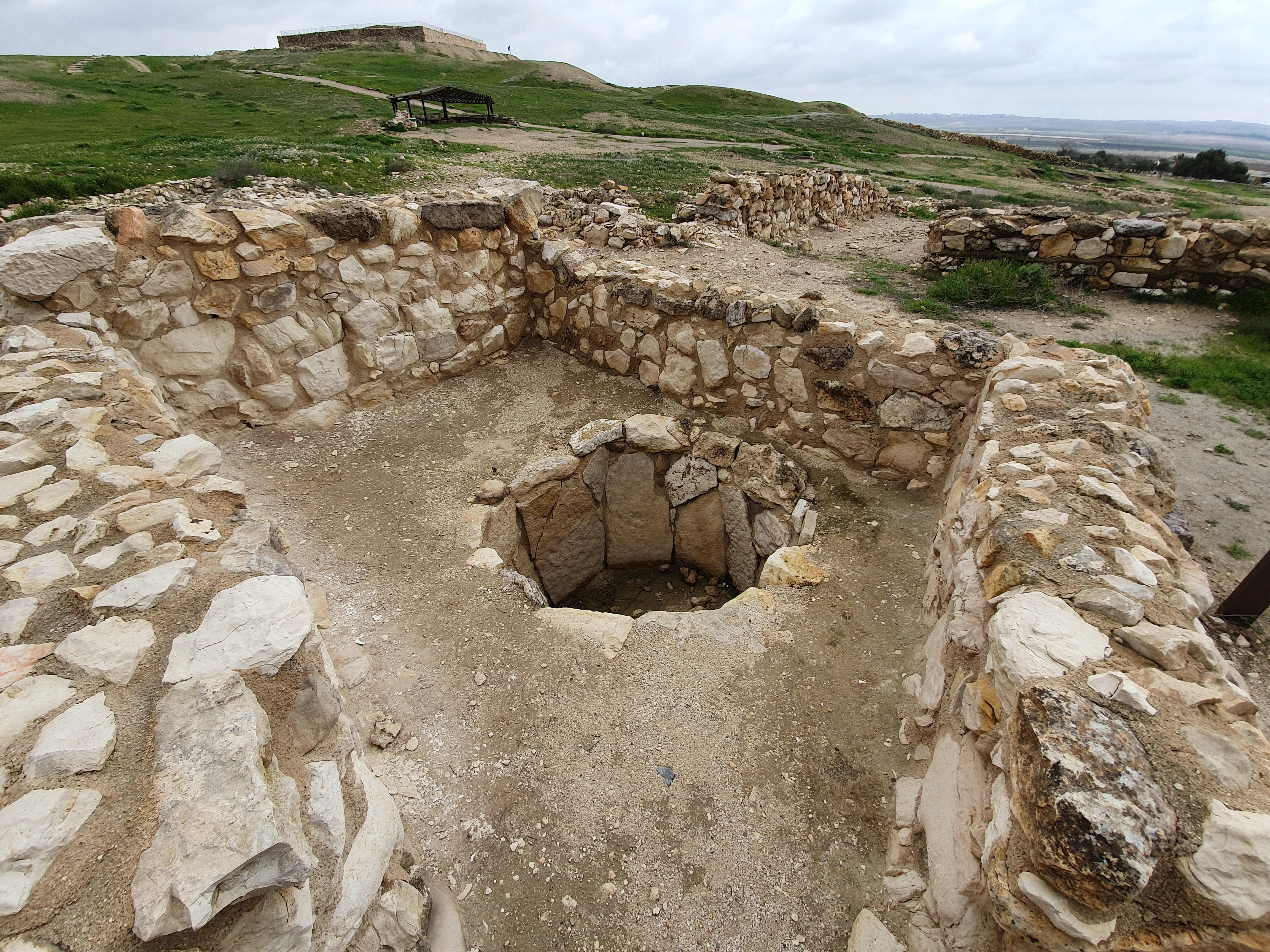
Kultický bazének v chrámě z doby bronzové
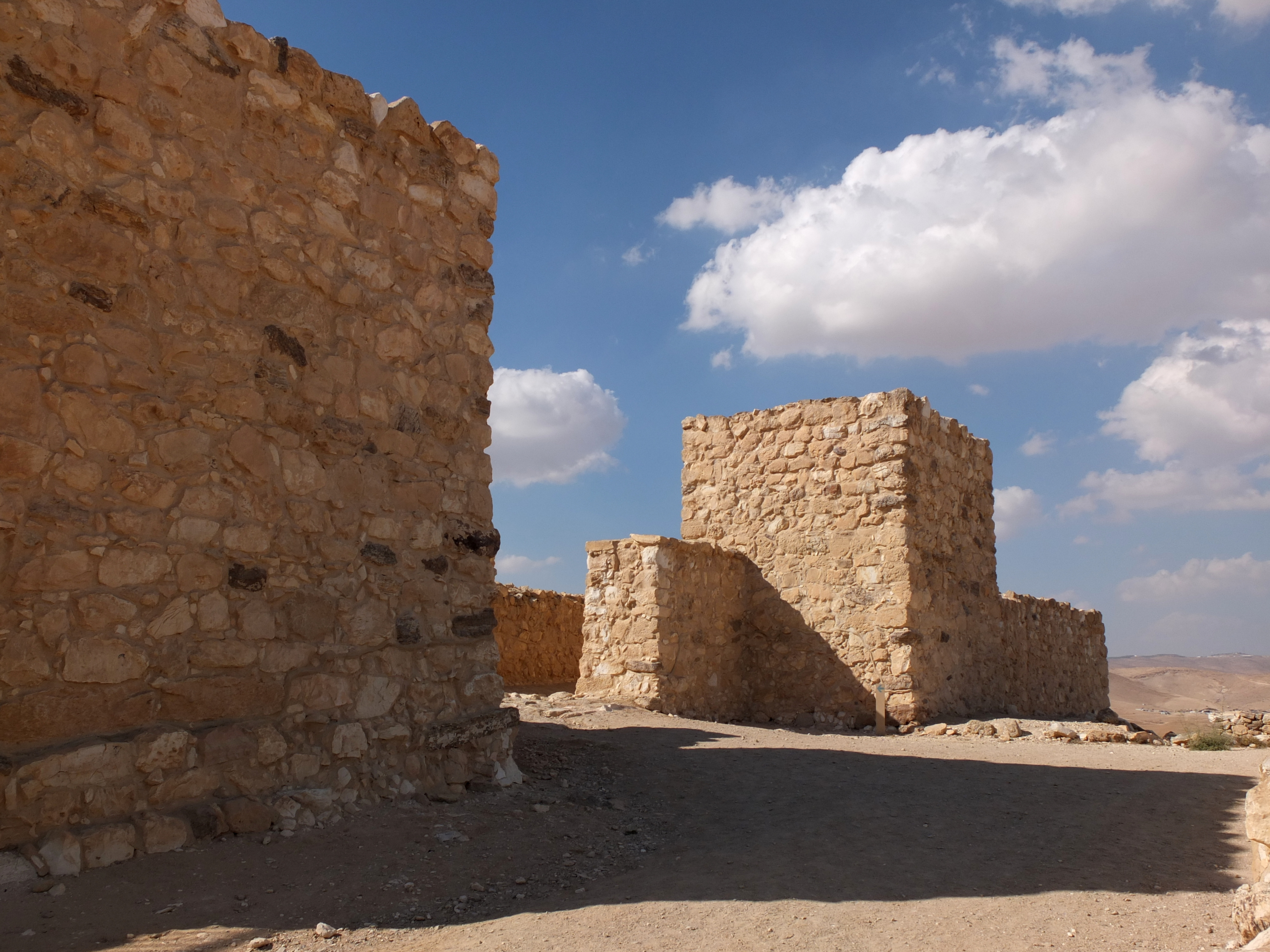
Brána citadely z doby královské
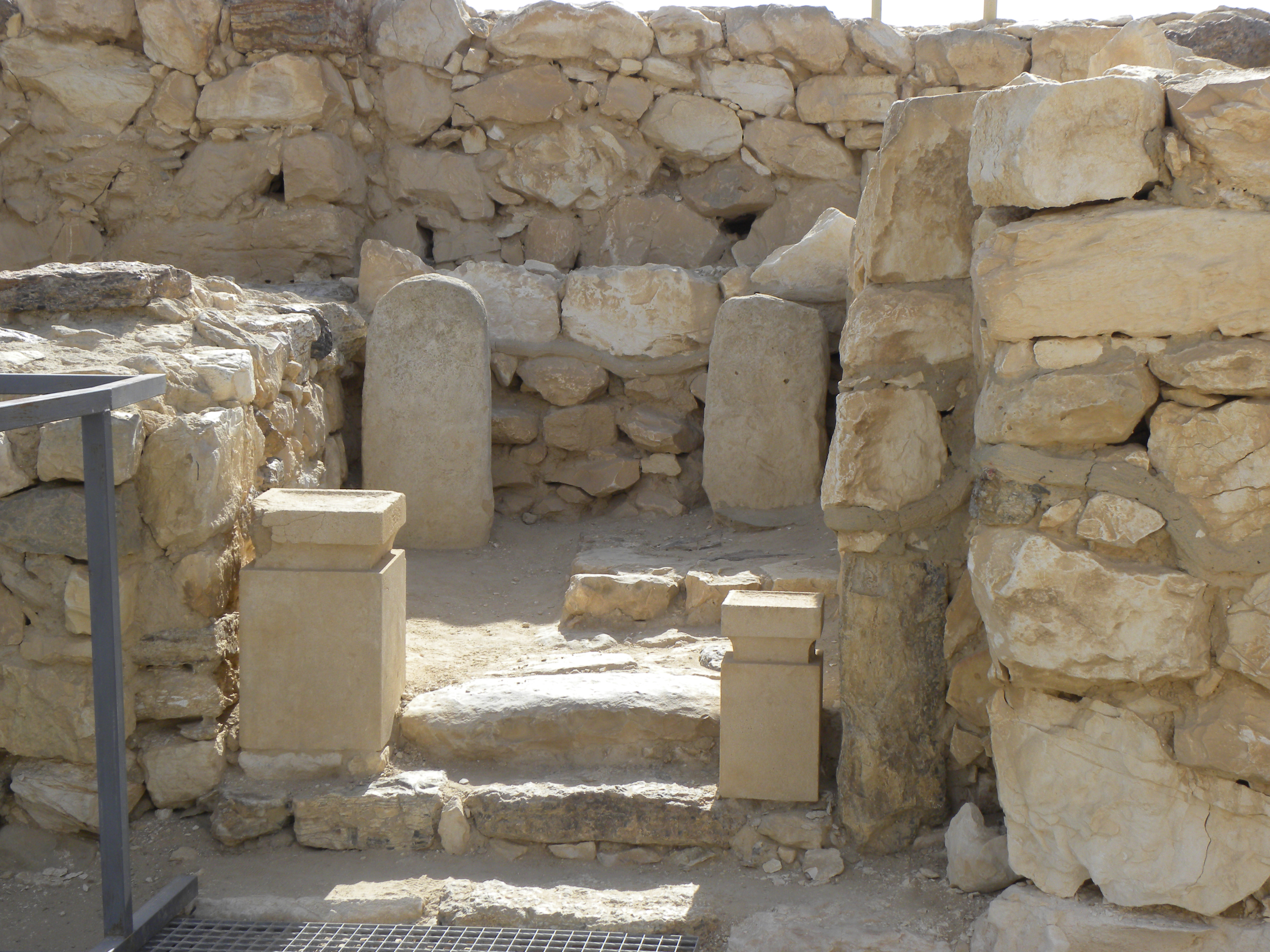
Izraelská svatyně z doby královské